# Oligia pallida
Oligia pallida är en fjärilsart som beskrevs av Tutt 1891. Oligia pallida ingår i släktet Oligia och familjen nattflyn. Inga underarter finns listade i Catalogue of Life.